# Biograf Corso

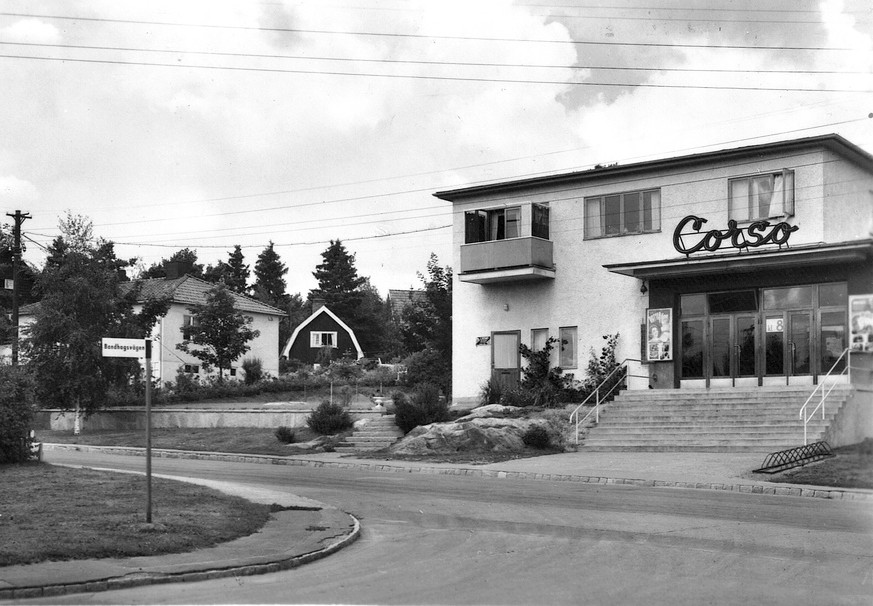
Biograf Corso på 1950-talet.

Biograf Corso var en biograf vid hörnet Bandhagsvägen/Tussmötevägen 224 i stadsdelen Stureby i södra Stockholm. Biografen öppnade i mars 1938 under namnet "Tusse-Bio" och stängde som "Corso" i december 1969.

## Historik

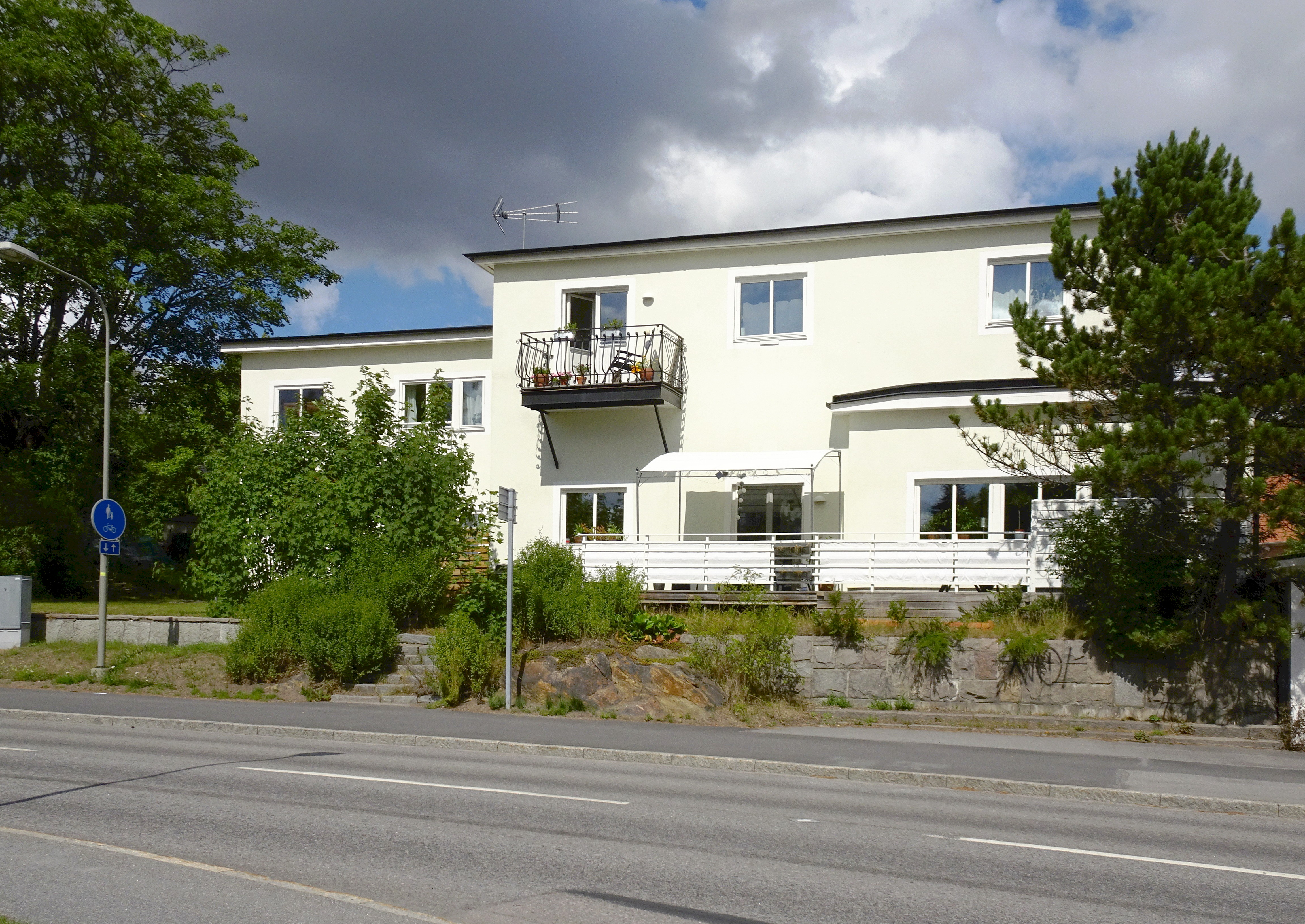
F.d. Corso i augusti 2016.

På platsen för biografen låg Tussmötetorpet som revs 1937 för att ge plats åt Corso som öppnade året efter. Tusse-Bio (uppkallad efter torpet) låg i en friliggande byggnad, som var gestaltad i stram funktionalism och stod i kontrast till den omgivande villabebyggelsen. 
Från gatan ledde en bred trappa upp till entrén och över den fanns en rak baldakin med biografens namn ”Corso” i skrivstil. Namnet hade ändrats från Tusse-Bio redan 1939. Till Corso kom aktuella filmer redan en vecka tidigare än till närbelägna Enskede Kvarn vid Nynäsvägen 317. Det medförde att boende i Gamla Enskede ofta tog vägen till Corso för att se filmen något tidigare än på hemmabiografen.
Som så många andra biografer föll även Corso offer för 1960-talets biografdöd. Corso visade sin sista film den 14 december 1969. Därefter övertogs lokalerna av ett tryckeri. 2012 blev den gamla biografen ombyggd och tillbyggd för bostadsrättslägenheter. Entrén är igenmurad och baldakinen borttagen.